# Cleveland, Tennessee
Cleveland är administrativ huvudort i Bradley County i Tennessee. Enligt 2010 års folkräkning hade Cleveland 41 285 invånare.